# Красногірське (Васильківський район)
Красногірське — колишнє село в Україні, Васильківському районі Дніпропетровської області. Чисельність населення за даними 1981 року становила 30 осіб. Зняте з обліку 18 квітня 1991 року.
Було розташоване за півкілометри від села Таранове Зеленогайської сільради.